# Hermann Jantzen
Hermann Jantzen (Novaya Kamenka, Rusia, 28 de mayo de 1866 - Hilversum, Países Bajos, 13 de noviembre de 1959), fue un misionero menonita cristiano en Asia Central, el Cáucaso y Bulgaria. Se desempeñó como predicador laico y músico, y participó en actividades misioneras en comunidades musulmanas.

## Biografía

### Primeros años
Nació en el asentamiento menonita de Am Trakt, en el Volga, Rusia. En 1880, su familia migró junto con otros menonitas a Asia Central, siguiendo a Claas Epp Jr. en la llamada "Gran Migración". La decisión estuvo motivada por la revocación de la exención del servicio militar para los menonitas y creencias milenaristas que preveían el retorno de Cristo en Oriente. Durante este proceso, Jantzen experimentó una conversión religiosa.

## Ministerio
Jantzen pasó ocho años estudiando idiomas, el Corán y la fe musulmana.En 1885, fue nombrado intérprete en la corte de Muhammad Rahim II en Jiva, pero posteriormente se trasladó a Aulie-Ata, cerca de Taskent.Allí fue designado jefe forestal debido a su conocimiento de cuatro idiomas locales y su trabajo en la supervisión de derechos de pastoreo entre grupos nómadas.Sin embargo, su cargo como funcionario estatal generó conflictos con la comunidad menonita local, lo que llevó a su exclusión.En 1911-1912, estudió en la Escuela Bíblica de Alianza en Berlín y regresó a Asia Central para continuar su labor misionera entre musulmanes y rusos.
Durante la Revolución Bolchevique de 1917, fue arrestado por negarse a firmar un edicto de expropiación y fue identificado como contrarrevolucionario.En 1923, huyó a Alemania con su esposa, dejando atrás a sus hijos, de los cuales uno murió en prisión y tres fueron deportados a Siberia. Su esposa falleció en 1928.Establecido en Berghausen, cerca de la Escuela Bíblica de Wiedenest, trabajó como predicador laico y evangelista en Europa. En 1931, contrajo matrimonio con la viuda de Abram Janzen y continuó su ministerio durante la Segunda Guerra Mundial. 
Falleció el 13 de noviembre de 1959 en Hilversum, Países Bajos.